# 齊爾沃基鎮區 (密歇根州)
齊爾沃基鎮區（英語：Zilwaukee Township）是一個位於美國密歇根州薩吉諾縣的行政鎮區。

## 人口
根據2020年美國人口普查的數據，齊爾沃基鎮區的面積為15.50平方千米，當中陸地面積為9.27平方千米，而水域面積為6.23平方千米。當地共有人口62人，而人口密度為每平方千米4人。